# بیرگیت فیدرسپیل
بیرگیت فیدرسپیل (دانمارکی: Birgitte Federspiel؛ ‏ ۶ سپتامبر ۱۹۲۵ – ۲ فوریهٔ ۲۰۰۵) بازیگر اهل دانمارک بود.
از فیلم‌ها یا برنامه‌های تلویزیونی که وی در آن نقش داشته‌است، می‌توان به ضیافت بابت، گرسنگی، اردت، آدم و حوا، مهمانی اداره و تفنگدارها اشاره کرد.